# Molophilus (Austromolophilus) smithersi
Molophilus (Austromolophilus) smithersi is een tweevleugelige uit de familie steltmuggen (Limoniidae). De soort komt voor in het Australaziatisch gebied.